# Демидовка (Новосибирская область)
Демидовка — село в Карасукском районе Новосибирской области. Входит в состав Студёновского сельсовета.

## География
Площадь села — 31 гектар

## История
Основан в 1909 году. В 1928 г. посёлок Демидовский состоял из 60 хозяйств, основное население — украинцы. В составе Студёновского сельсовета Андреевского района Славгородского округа Сибирского края.

## Население
| 2002 | 2007 | 2010 |
| ---- | ---- | ---- |
| 56   | ↘43  | ↘25  |

## Инфраструктура
В селе по данным на 2007 год функционирует 1 учреждение здравоохранения.